# АДЭ-1
АДЭ-1 — автомотриса дефектоскопная электрическая предназначена для контроля рельсов типов Р50, Р65, Р75, уложенных в железнодорожный путь, методами ультразвуковой и магнитной дефектоскопии. Выпускается ОАО «Калужский завод путевых машин и гидроприводов» (ОАО «Калугапутьмаш»).

## Описание
Автомотриса представляет собой самоходный четырёхосный экипаж. Эксплуатируется в любых погодных условиях и в любое время суток при температуре окружающего воздуха от −40 до +40°С (в режиме ультразвукового контроля при температуре от −30 до +40°С). Оборудована системой безопасности КЛУБ-УП. Кроме служебных, имеет помещения для длительного пребывания и отдыха обслуживающего персонала.

## Технические характеристики
| Осевая формула                            | 20 — 20       |
| Диаметр колеса по кругу катания, мм       | 950           |
| Шкворневая база, мм                       | 8400          |
| Колёсная база тележек, мм                 | 2300          |
| Габарит, ГОСТ 9238-83                     | 1-ВМ          |
| Длина по осям автосцепки, мм              | 14 480        |
| Ширина, мм                                | 3300          |
| Высота, мм                                | 4750          |
| Масса полная, т                           | 45            |
| Мощность силовой установки, кВт           | 200           |
| Тип тяговой передачи                      | электрическая |
| Скорость максимальная, км/ч               | 80            |
| Скорость в режиме контроля, км/ч          | 5…60          |
| Время подготовки к работе, мин., не более | 5             |
| Время непрерывной работы, ч, не менее     | 12            |
| Обслуживающий персонал, чел.              | 5-6           |

## Интерьер

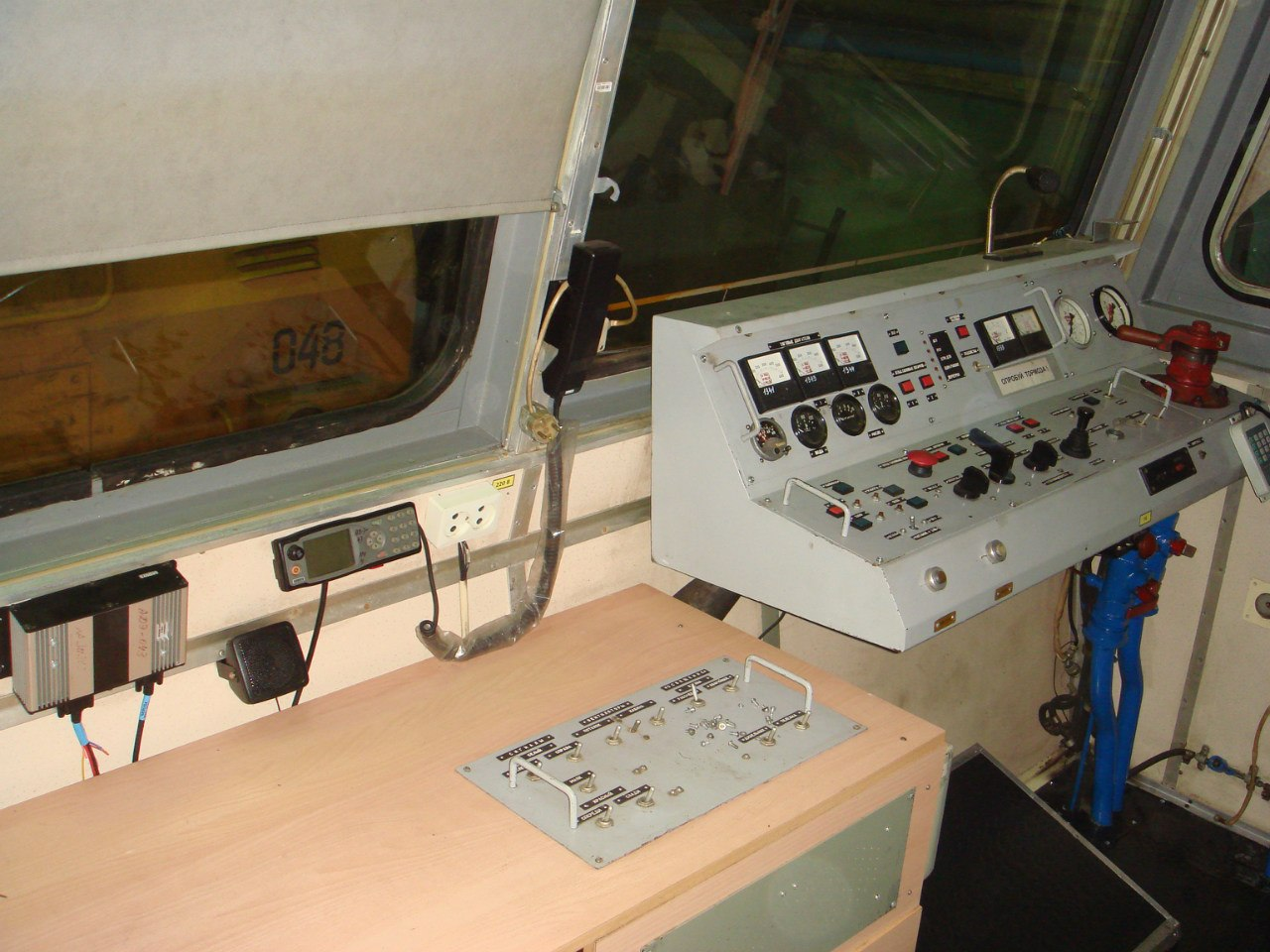
Кабина машиниста
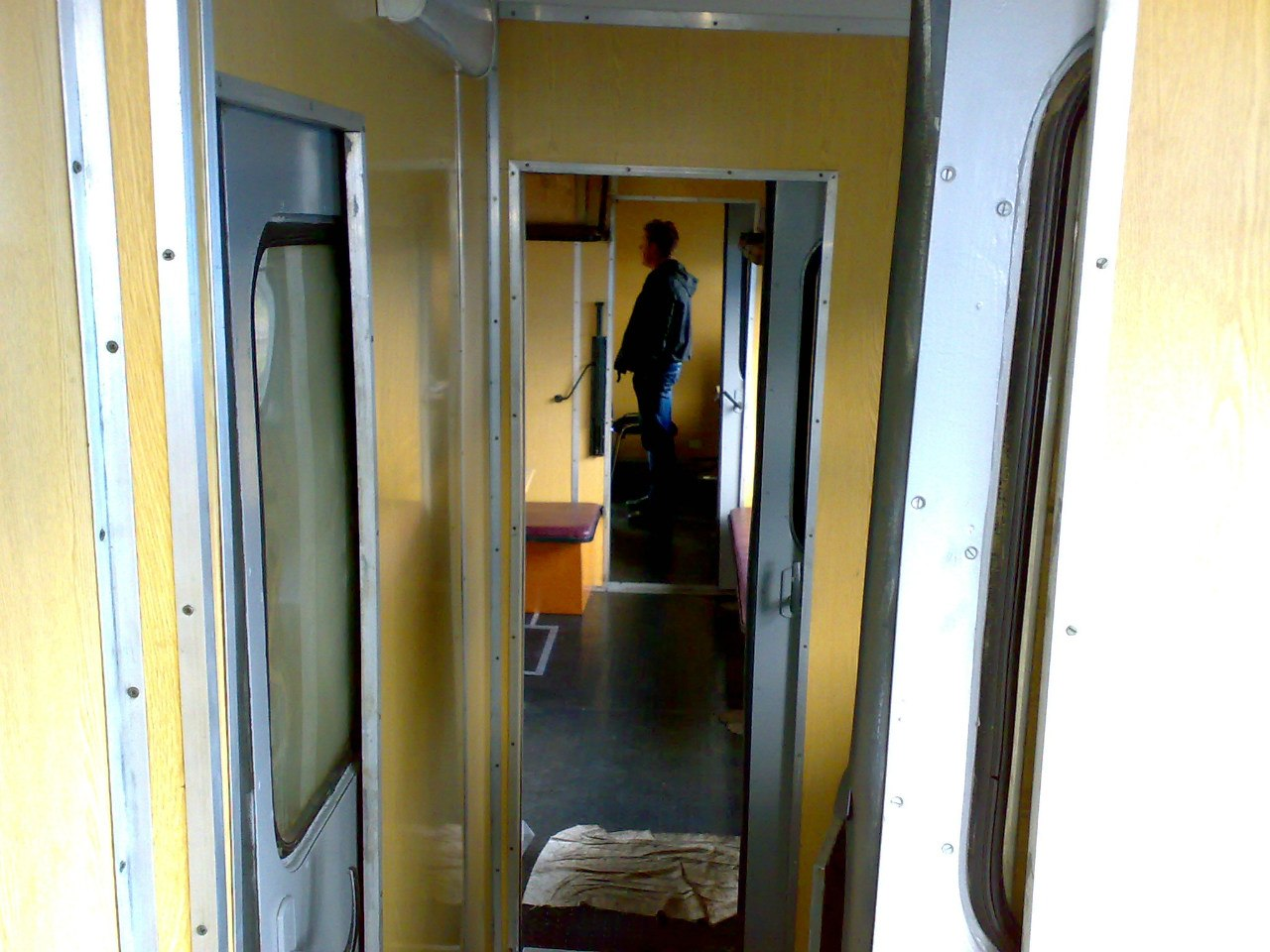
Коридор
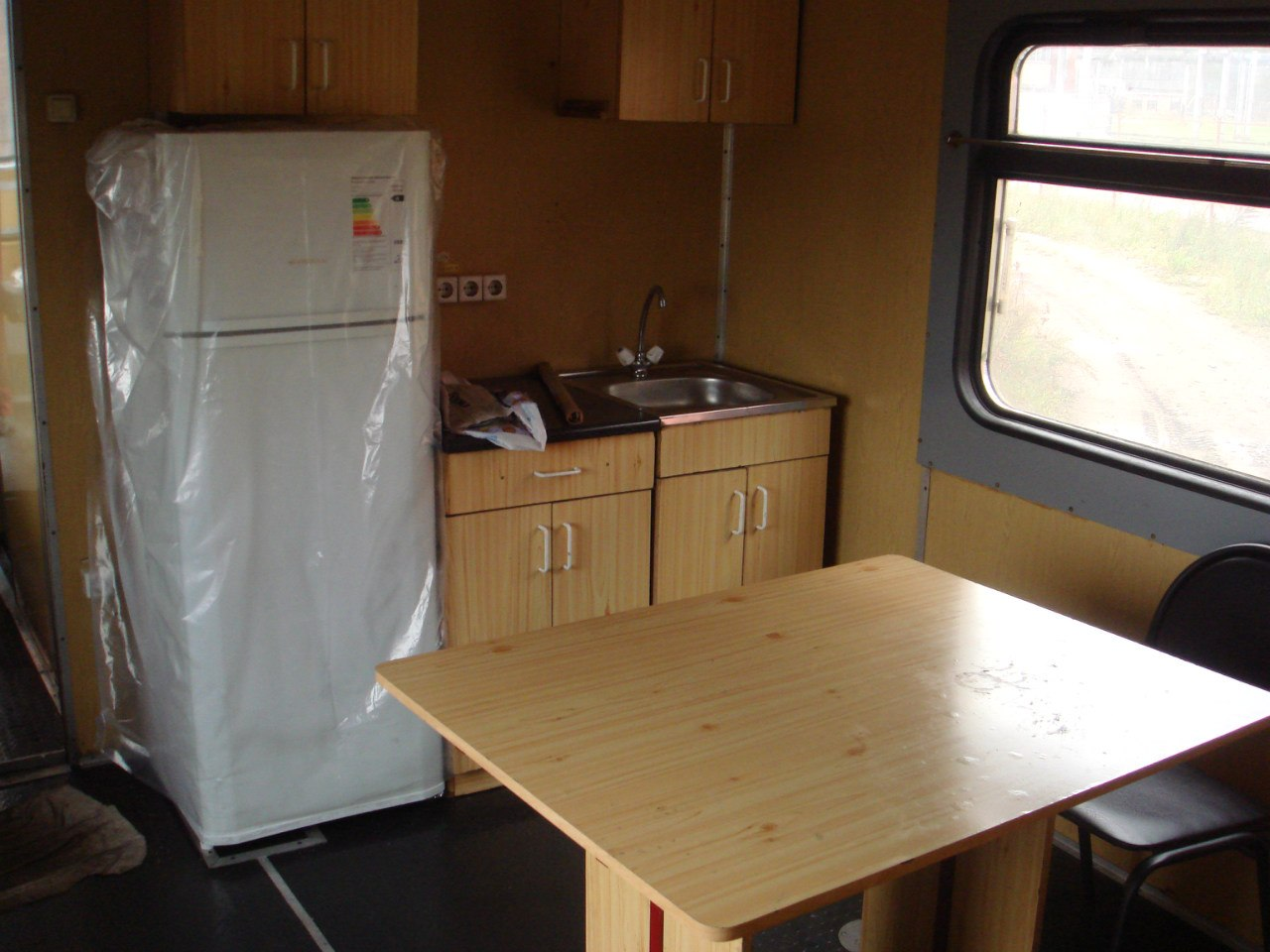
Кухня
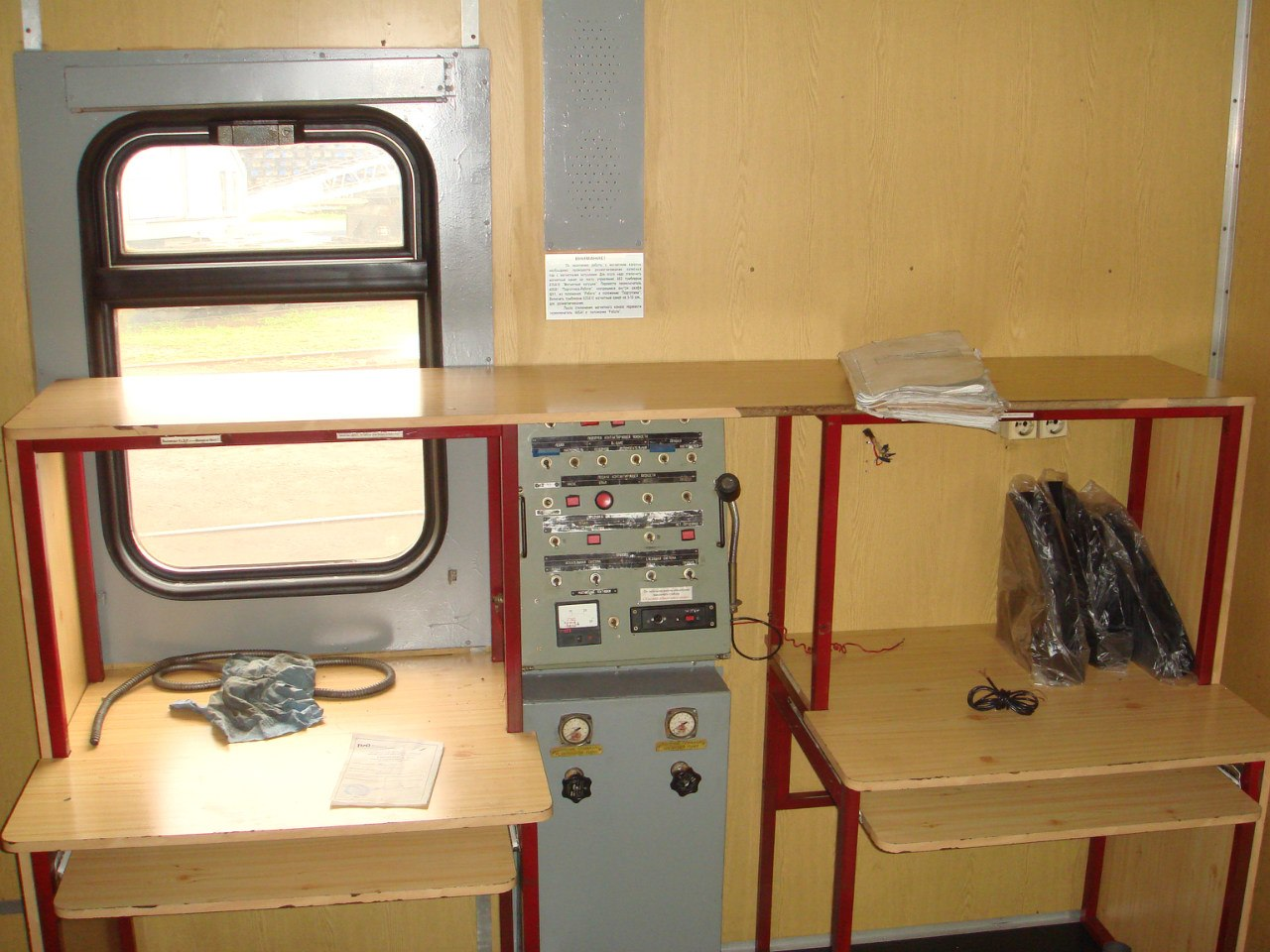
Рабочее помещение
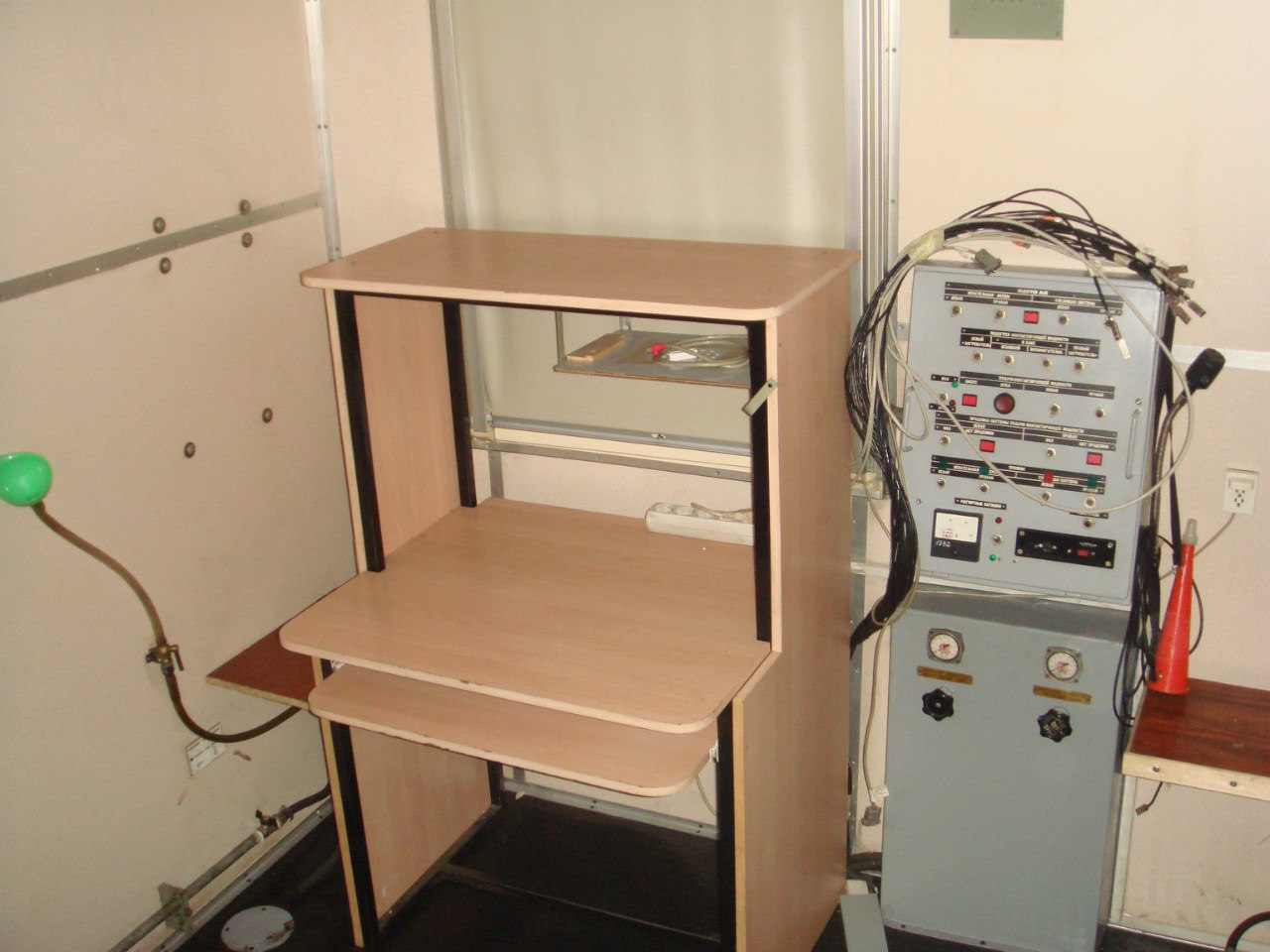
Рабочий стол
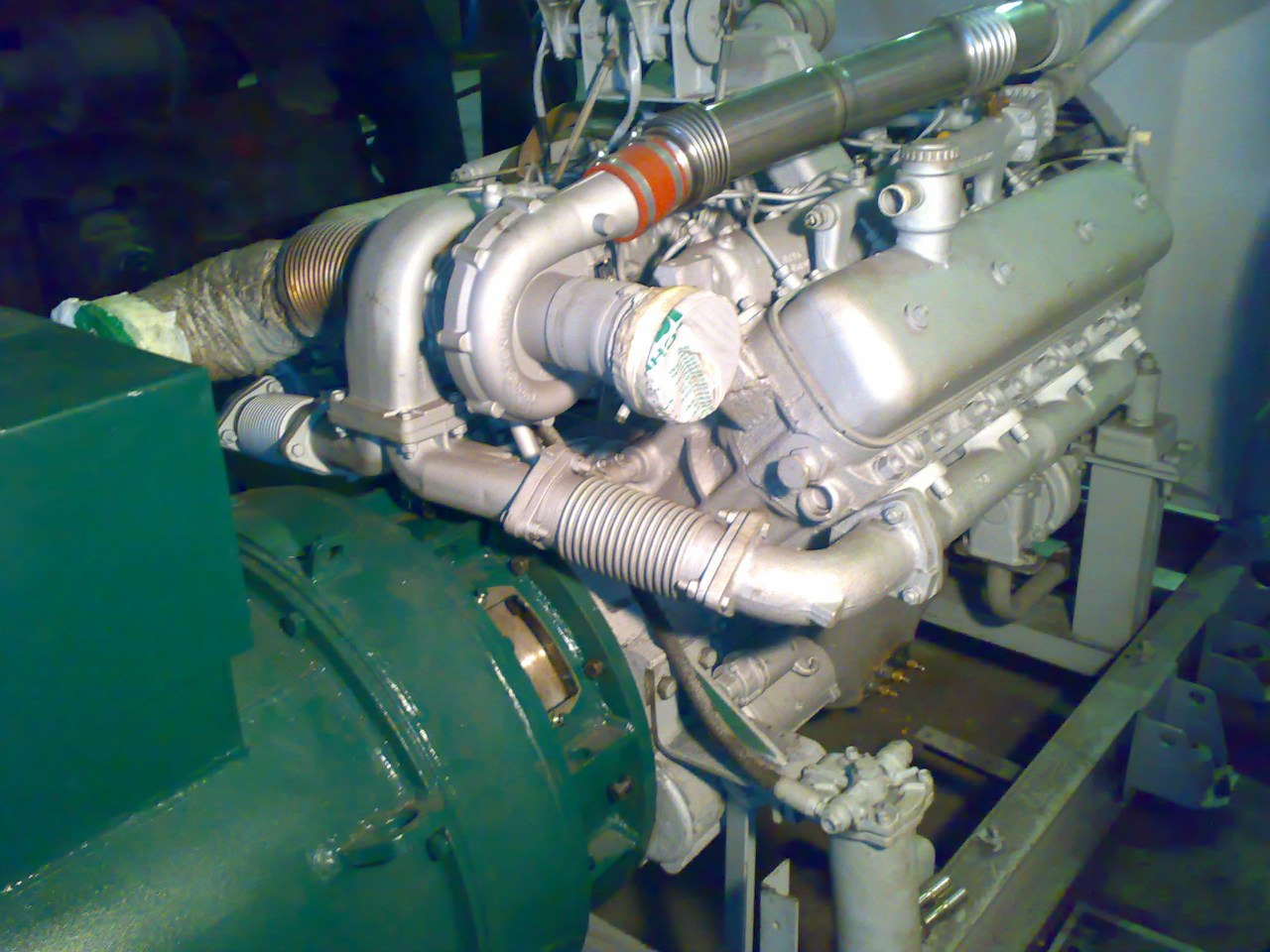
Дизель-генератор